# باستون
بستون (به فرانسوی: Bastogne) یک شهر فرانسوی زبان در کشور بلژیک است. این شهر در استان لوکزامبورگ و در ۱۲ کیلومتری مرز لوکزامبورگ واقع شده‌است. در خلال جنگ جهانی دوم، نبرد بستون مابین ارتش آمریکا و ورماخت در این منطقه انجام شد که به پیروزی با اهمیتی برای متفقین انجامید.